# 芦野真未
芦野 真未（あしの まみ、1993年7月22日 - ）は、日本の元女子バレーボール選手。

## 来歴
山形県東根市出身。古川学園高へ進学し、同級生には山田美花、高橋咲妃恵がいる。在学中は2年次にインターハイ、国体で優勝、春高バレーで準優勝した。
2012年4月にパイオニアレッドウィングスに入団した。同年11月17日の東レ戦でプレミアリーグデビューを飾った。
2014年5月のレッドウィングス廃部に伴い、7月にVチャレンジリーグの仙台ベルフィーユへの移籍が決まった。
2015年に退団した。

## 所属チーム
- 東根市立神町中
- 古川学園高
- パイオニアレッドウィングス（2012-2014年）
- 仙台ベルフィーユ（2014-2015年）

## エピソード
- 2012年までパイオニアに在籍していた芦野李沙は実姉である。姉の影響でバレーボールを始めた。